# Octadécyltrichlorosilane
L'octadécyltrichlorosilane (OTS) est un composé chimique de formule CH3(–CH2)17–SiCl3. Il se présente sous la forme d'un liquide combustible peu volatil, faiblement coloré en brun, corrosif et d'odeur piquante, qui se décompose brutalement au contact de l'eau. La molécule est amphiphile, avec une tête polaire et une queue aliphatique, propriété utilisée en électronique moléculaire par l'industrie des semiconducteurs pour réaliser des couches minces auto-assemblées (monocouches auto-assemblées), sur substrat silice SiO2 ou autres.
Par ailleurs, certains écrans à cristaux liquides sur substrat organique ont été développés à partir de couches OTS-PVP.